# Jørgen Simonsen
Jørgen Simonsen (født 22. februar 1938 i Aarhus) er en dansk forhenværende officer.
Han er student fra Randers Statsskole i 1956 og meldte sig året efter til Hæren. Han afsluttede sin militære karriere med grad af oberst i 1991, chef for Hærens Artilleriskole og tjenestegrensinspektør for artilleriet. I 1996 blev han afdelingschef for Combat Support Branch ved hovedkvarteret for de fælles landstyrker i Centraleuropa. Han var samtidig også chef for Fire Support Coordination Centre Headquarter/SFOR i Bosnien-Hercegovina. I 1998 gik han på pension og har siden været ansat i Polyfa Consultants, hvor han er formand for bestyrelsen.
Han er Kommandør af Dannebrogordenen (18. april 1995) og bærer Hæderstegnet for god tjeneste ved Hæren samt medaljer fra det nederlandske Forbund til Legemsopdragelse og United Nations Force in Cyprus.